# Bludný balvan Vanapagana
Bludný balvan Vanapagana, estonsky Vanapagana kivi, Tõllu kivi nebo Tõllukivi, je bludný balvan u vesnice Pühalepa, v estonském kraji Hiiumaa. Balvan se nachází u silnice, přibližně severně od trosek taverny Pühalepa a kostela Pühalepa a jižně od mohyly z bludných balvanů Pohilise Leppe Kividsilnice na ostrově Hiiumaa.

## Popis, geologie a historie
Bludný balvan Vanapagana je 2,5 m vysoký, největší obvod má 13,8 m a od roku 2003 je památkově chráněn. Je tvořen žulou a na místo byl dopraven zaniklým ledovcem z Finska v době ledové. K balvanu se váže místní legenda spojená s pohanstvím a stavbou místního křesťanského kostela.

## Galerie

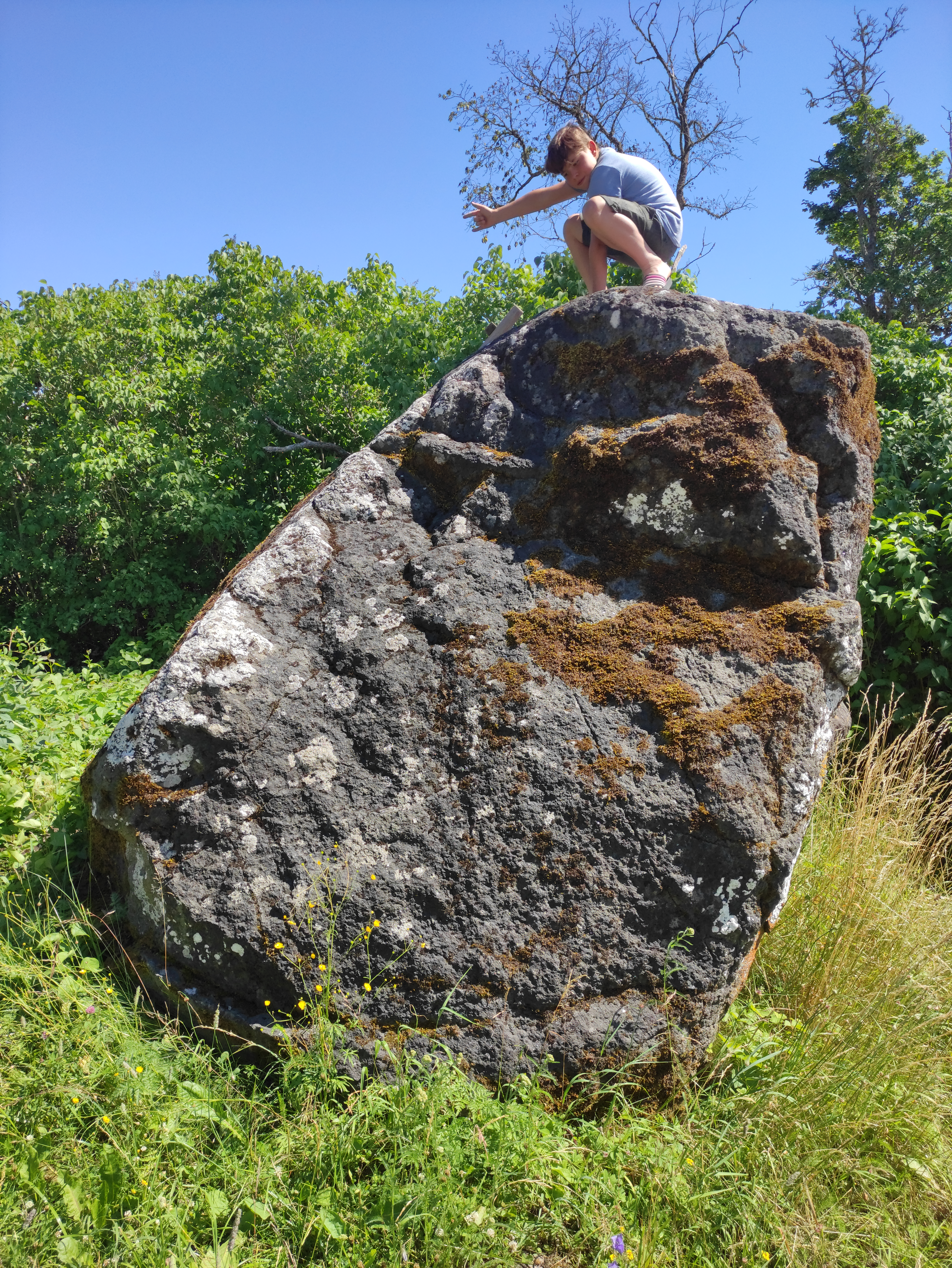
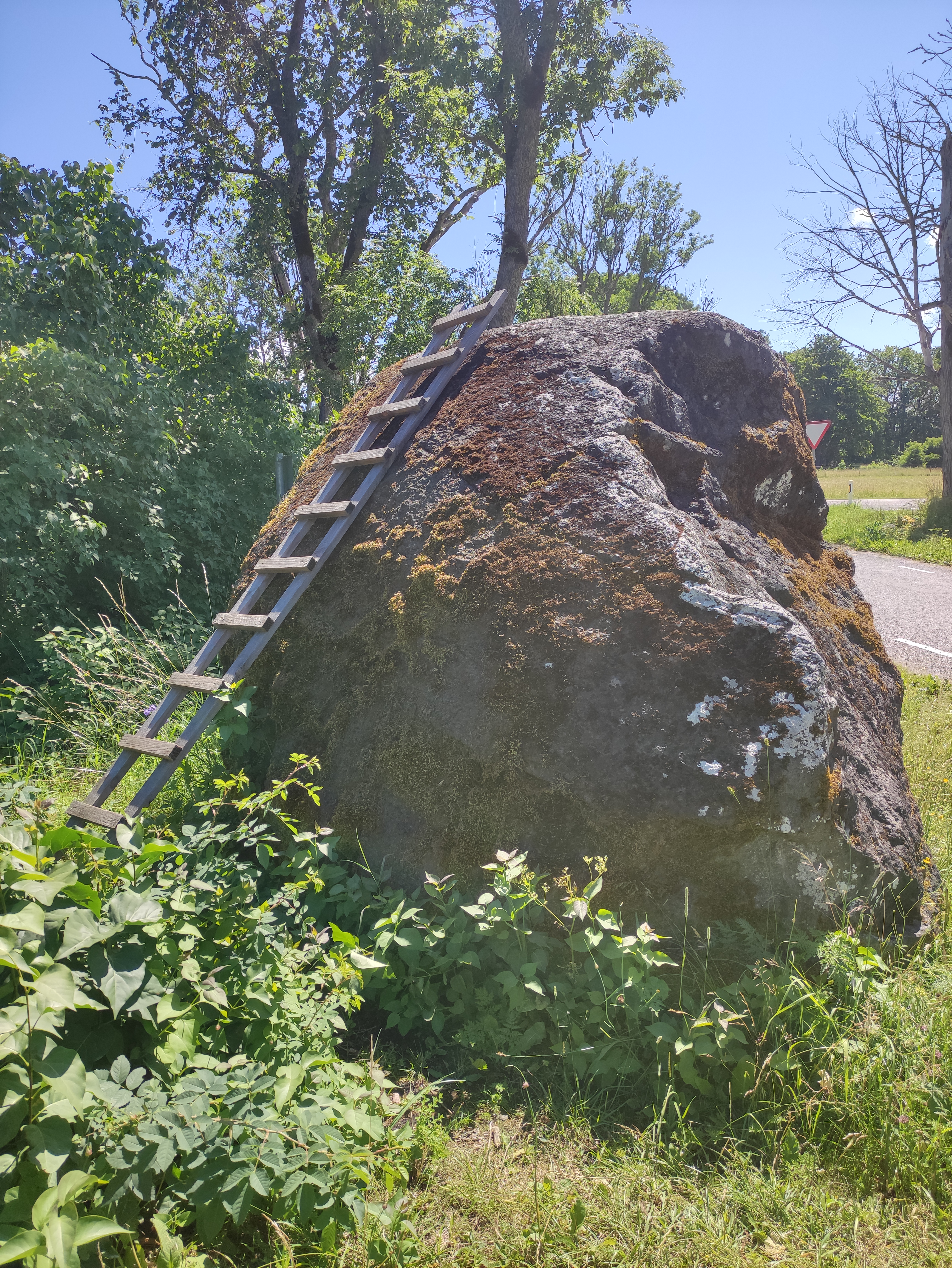
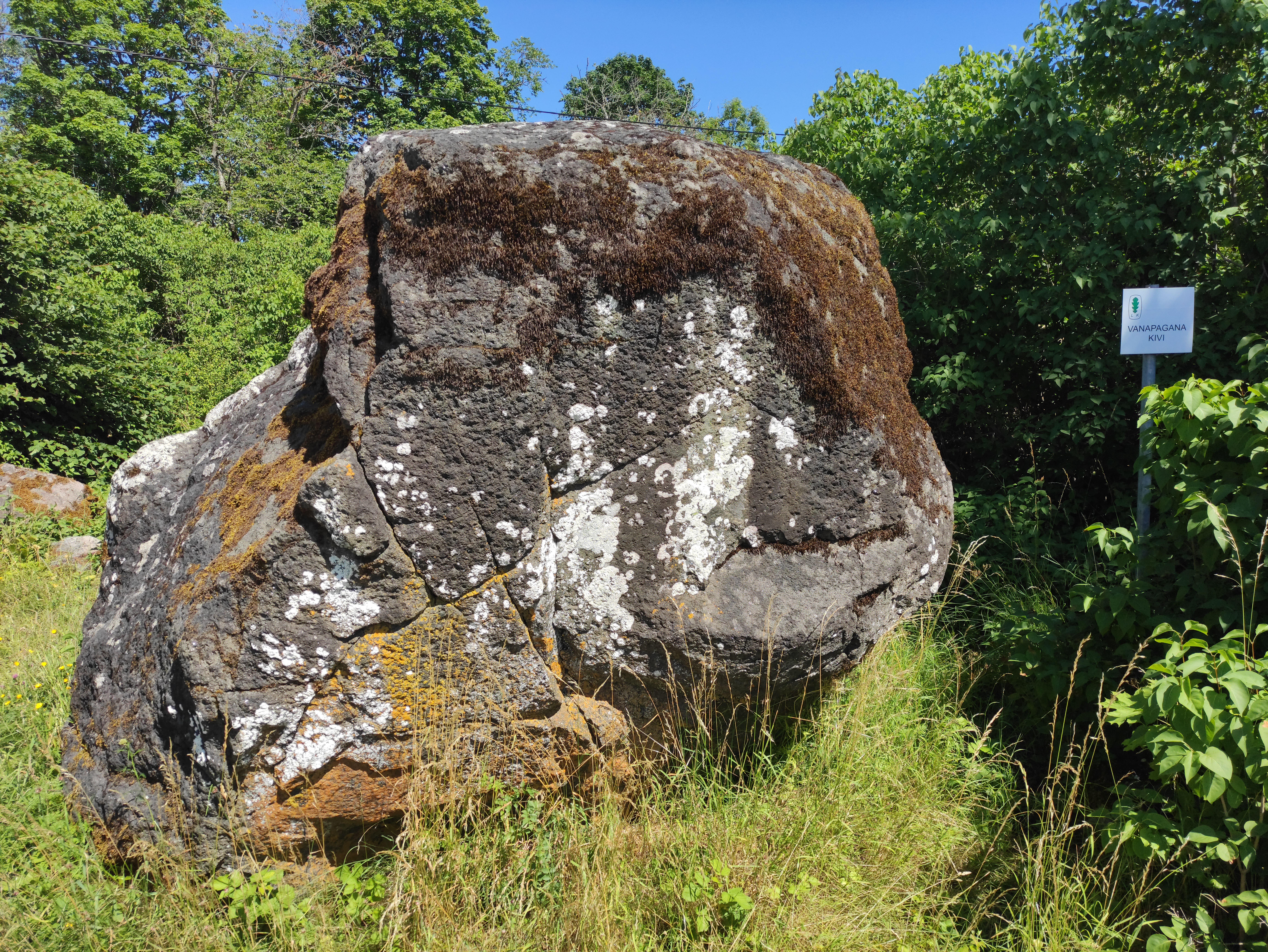

## Další informace
Bludný balvan Vanapagana je celoročně volně přístupný a lze na něj vylézt pomocí žebříku.